# Menú turístic

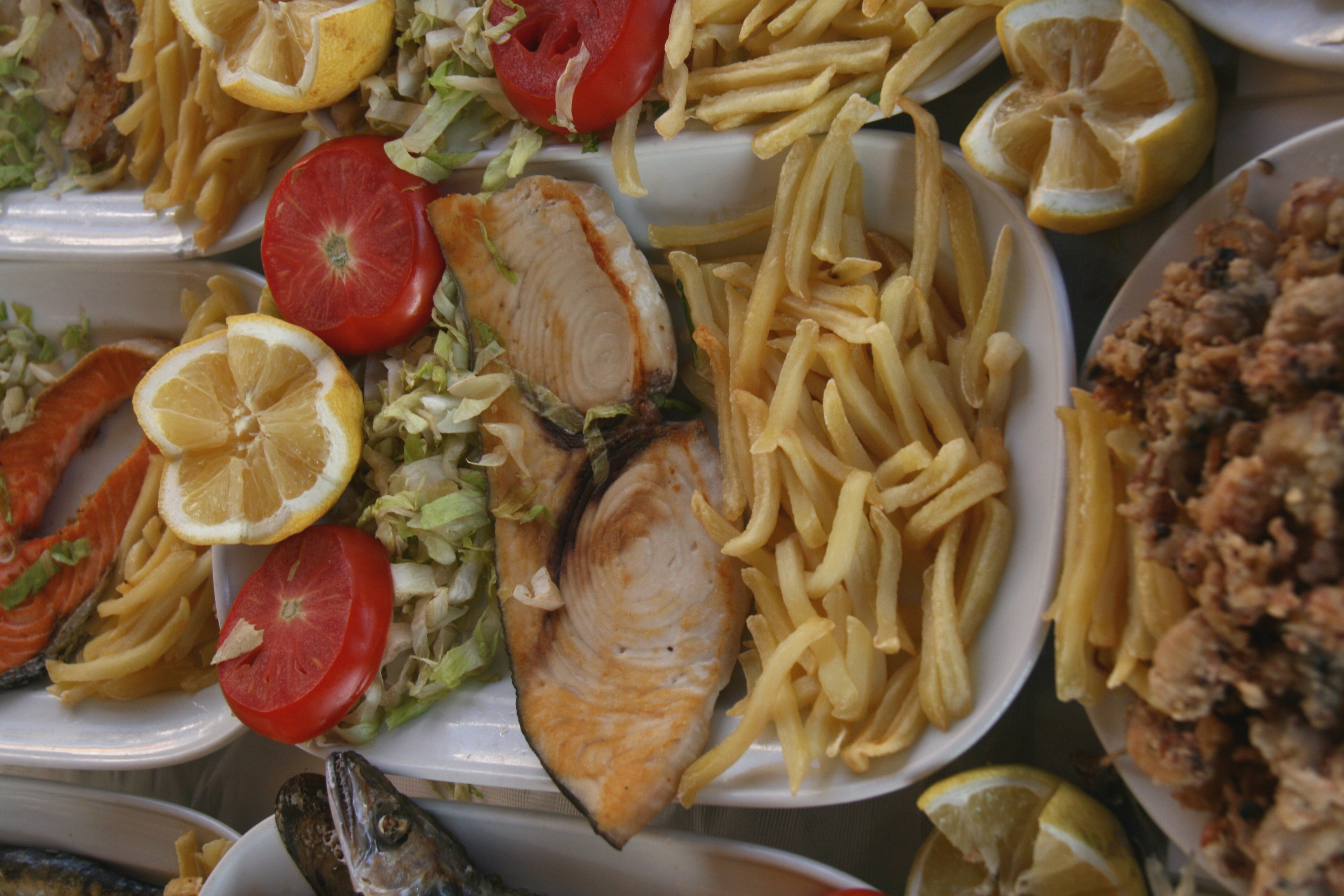
Menú turístic a Calp

El menú turístic és un tipus de menú ofert als turistes en certs països per tal de poder reproduir els estereotips d'una cultura culinària. Per regla general els menús turístics són una oferta barata i atractiva per a un turisme de baix poder adquisitiu. Aquests menús es troben en els països que són objecte de turisme. Es pot dir que es componen d'un menú de degustació amb els plats més populars de la localitat, generalment a un preu fix.